# Sankt Pölten Invaders
I Sankt Pölten Invaders sono una squadra di football americano di Sankt Pölten, in Austria; fondati nel 1986, hanno vinto 4 Silver Bowl e 1 Iron Bowl.

## Dettaglio stagioni

### Tornei nazionali

#### Campionato

##### AFL
| Stagione | regular season | regular season | regular season | regular season | regular season | regular season | playoff | playoff | playoff | playoff | playoff | playoff   | playoff    |
|          | Vin            | Par            | Per            | Tot            | PF             | PS             | Vin     | Per     | Tot     | PF      | PS      | risultato | avversaria |
| -------- | -------------- | -------------- | -------------- | -------------- | -------------- | -------------- | ------- | ------- | ------- | ------- | ------- | --------- | ---------- |
| 2010     | 2              | 0              | 4              | 6              | 195            | 326            | -       | -       | -       | -       | -       | -         | -          |
| Totale   | 2              | 0              | 4              | 6              | 195            | 326            | -       | -       | -       | -       | -       |           |            |

Fonti: Enciclopedia del Football - A cura di Massimo Mezzetti

##### Austrian Football Division 1/AFL - Division I
| Stagione | regular season | regular season | regular season | regular season | regular season | regular season | playoff | playoff | playoff | playoff | playoff | playoff          | playoff             |
|          | Vin            | Par            | Per            | Tot            | PF             | PS             | Vin     | Per     | Tot     | PF      | PS      | risultato        | avversaria          |
| -------- | -------------- | -------------- | -------------- | -------------- | -------------- | -------------- | ------- | ------- | ------- | ------- | ------- | ---------------- | ------------------- |
| 2004     | 0              | 0              | 6              | 6              | 51             | 189            | 0       | 1       | 1       | 7       | 12      | Quarti di finale | Salzburg Bulls      |
| 2008     | 6              | 0              | 2              | 8              | 203            | 145            | 1       | 1       | 2       | 34      | 45      | Silver Bowl      | Vienna Vikings 2    |
| 2009     | 3              | 0              | 5              | 8              | 162            | 240            | 2       | 0       | 2       | 63      | 32      | Campioni         | Salzburg Bulls      |
| 2014     | 1              | 0              | 7              | 8              | 64             | 184            | -       | -       | -       | -       | -       | -                | -                   |
| 2015     | 2              | 0              | 6              | 8              | 188            | 214            | -       | -       | -       | -       | -       | -                | -                   |
| 2016     | 3              | 0              | 5              | 8              | 107            | 190            | -       | -       | -       | -       | -       | -                | -                   |
| 2017     | 5              | 0              | 3              | 8              | 189            | 170            | 1       | 1       | 2       | 21      | 46      | Silver Bowl      | Bratislava Monarchs |
| 2018     | 3              | 0              | 5              | 8              | 93             | 177            | -       | -       | -       | -       | -       | -                | -                   |
| 2019     | 0              | 0              | 8              | 8              | 80             | 216            | 0       | 1       | 1       | 21      | 22      | Retrocessi       | Carinthian Lions    |
| 2021     | 0              | 0              | 6              | 6              | 63             | 223            | -       | -       | -       | -       | -       | -                | -                   |
| 2022     | 4              | 0              | 4              | 8              | 172            | 190            | -       | -       | -       | -       | -       | -                | -                   |
| 2023     | 6              | 0              | 2              | 8              | 187            | 82             | 0       | 1       | 1       | 13      | 38      | Semifinale       | Amstetten Thunder   |
| Totale   | 33             | 0              | 59             | 92             | 1559           | 2220           | 4       | 5       | 9       | 159     | 195     |                  |                     |

Fonti: Enciclopedia del Football - A cura di Massimo Mezzetti

##### Austrian Football Division 2
| Stagione | regular season | regular season | regular season | regular season | regular season | regular season | playoff | playoff | playoff | playoff | playoff | playoff   | playoff           |
|          | Vin            | Par            | Per            | Tot            | PF             | PS             | Vin     | Per     | Tot     | PF      | PS      | risultato | avversaria        |
| -------- | -------------- | -------------- | -------------- | -------------- | -------------- | -------------- | ------- | ------- | ------- | ------- | ------- | --------- | ----------------- |
| 2012     | 2              | 0              | 4              | 6              | 69             | 99             | -       | -       | -       | -       | -       | -         | -                 |
| 2013     | 7              | 0              | 1              | 8              | 277            | 91             | 2       | 0       | 2       | 58      | 12      | Campioni  | Traun Steelsharks |
| Totale   | 9              | 0              | 5              | 14             | 346            | 190            | 2       | 0       | 2       | 58      | 12      |           |                   |

Fonti: Enciclopedia del Football - A cura di Massimo Mezzetti

### Tornei internazionali

#### IFAF CEI Interleague
| Stagione | regular season | regular season | regular season | regular season | regular season | regular season | playoff | playoff | playoff | playoff | playoff | playoff   | playoff    |
|          | Vin            | Par            | Per            | Tot            | PF             | PS             | Vin     | Per     | Tot     | PF      | PS      | risultato | avversaria |
| -------- | -------------- | -------------- | -------------- | -------------- | -------------- | -------------- | ------- | ------- | ------- | ------- | ------- | --------- | ---------- |
| 2011     | 0              | 0              | 4              | 4              | 2              | 148            | -       | -       | -       | -       | -       | -         | -          |
| Totale   | 0              | 0              | 4              | 4              | 2              | 148            | -       | -       | -       | -       | -       |           |            |

Fonti: Enciclopedia del Football - A cura di Massimo Mezzetti

### Riepilogo fasi finali disputate
| Anno           | Luogo                    | Evento                       | Fase del torneo  | Incontro                                    | Risultato |
| 2004           |                          | Austrian Football Division 1 | Quarti di finale | Salzburg Bulls - Sankt Pölten Invaders      | 12 - 7    |
| 6 luglio 2008  |                          | Austrian Football Division 1 | Silver Bowl      | Vienna Vikings 2 - Sankt Pölten Invaders    | 28 - 10   |
| 11 luglio 2009 |                          | Austrian Football Division 1 | Silver Bowl      | Salzburg Bulls - Sankt Pölten Invaders      | 26 - 27   |
| 7 luglio 2013  |                          | Austrian Football Division 2 | Iron Bowl        | Sankt Pölten Invaders - Traun Steelsharks   | 13 - 12   |
| 29 luglio 2017 | Klagenfurt am Wörthersee | AFL - Division I             | Silver Bowl      | Bratislava Monarchs - Sankt Pölten Invaders | 43 - 7    |
| 13 luglio 2019 |                          | AFL - Division I             | Playout          | Carinthian Lions - Sankt Pölten Invaders    | 22 - 21   |
| 15 luglio 2023 | Amstetten                | AFL - Division I             | Semifinale       | Amstetten Thunder - Sankt Pölten Invaders   | 38 - 13   |

## Palmarès
- 4 Silver Bowl (1990[2], 1992[2], 1994[2], 2009)
- 1 Iron Bowl (2013)